# 壁虎科

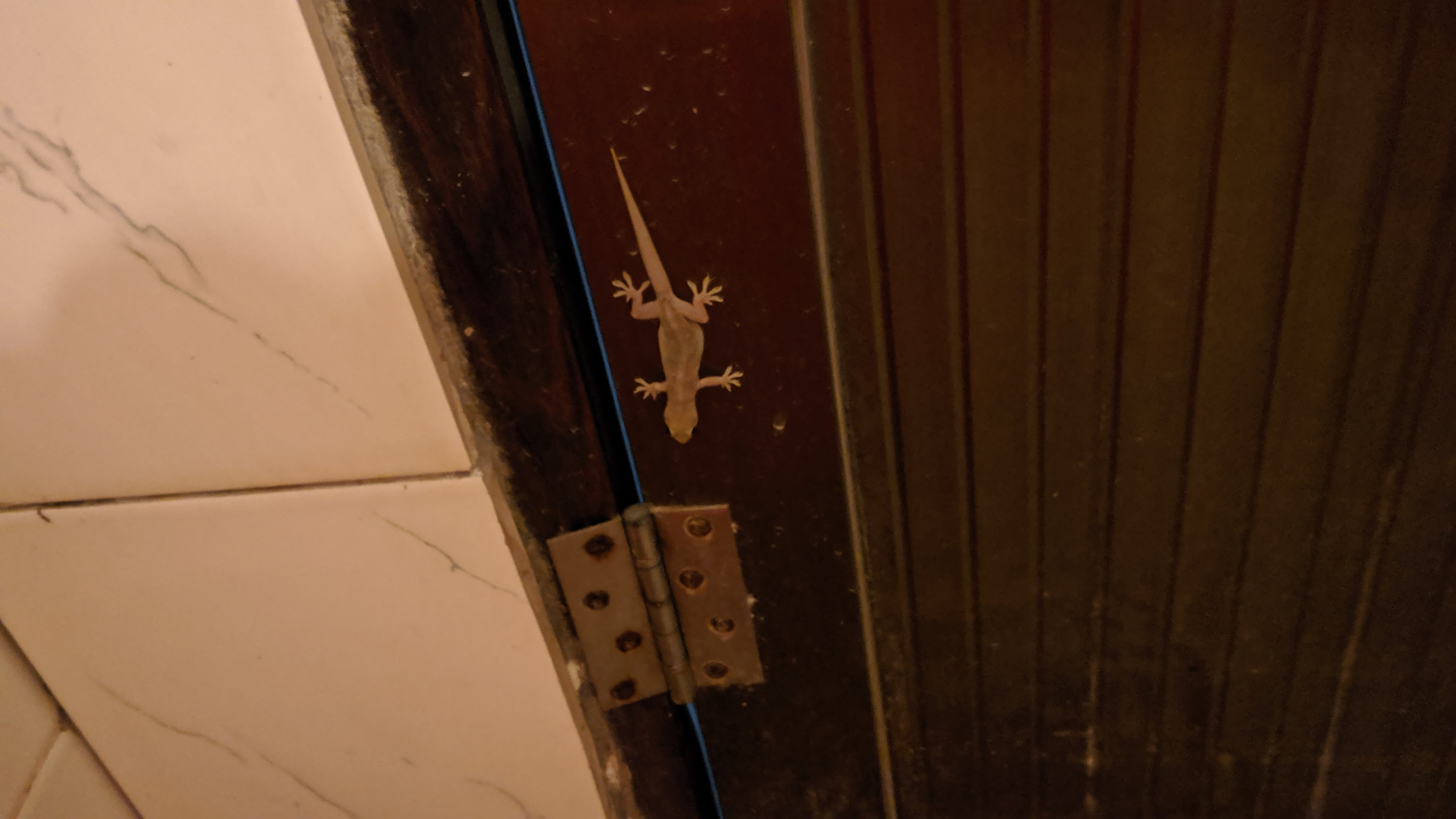
中国南方常见的一种壁虎

壁虎，又稱檐龍、蟮蟲仔（臺灣話：siān-thâng-á）、檐蛇（粵語、客語）、壁蛇（客語）、厝䗃（福州語：chuo-ian）、檐鼠（福州語：sien-chu）蠍虎子或四腳蛇，是中小型的蜥蜴，4cm到40cm左右，在溫暖的地區、叢林、沙漠都有分布，以至全世界的熱帶和亞熱帶國家地區的各家各戶有簷篷小洞的地方都可以發現其踪跡，但由於壁虎是一種變溫動物，溫度於攝氏11度或以下的環境便会变得不活跃，所以一般在亞熱帶地區生活的壁虎，每逢冬季就會躲起來进入冬眠状态，故此壁虎比較少見於溫帶和寒帶等寒冷地區。大部分壁虎（约75%）均為暮行性或夜行性；大部份壁虎主食為昆蟲，當中包括大量害蟲，故此可算益獸，但其體粉有微毒。
其身体的颜色和垂直型瞳孔与其习性相适应，瞳孔收縮時形成四邊形的小孔。生育时一次產1-2個卵，卵殼脆弱。有些紐西蘭的壁虎種類為卵胎生。壁虎的腳趾有將近10億條的微小而特殊的纖毛。有些纖毛很靠近平面，使壁虎可以依靠吸附在物體表面，使其在任何性質的表面上都不容易掉下來。所有的壁虎在尾巴被抓住的時候都會斷尾求生，原理是牠們會利用身體的肌肉，把尾巴的骨骼與身體分離；斷尾後的壁虎一般而言會在其後漸漸再生長出一條新的尾巴，而斷尾會在初脫離壁虎本體之後一段時間內繼續抖動。牠們在地球上生活了超过五千万年，并且遍布全球。因为它有着很强的适应能力，能够在很多环境下生存，如沙漠和热带地区。在这些地方壁虎呈现出物種的多样性。

## 壁虎的分类
壁虎科下分为1个亚科61屬，超過950個物種：
壁虎亞科 Gekkoninae
- 岩壁虎属 Afroedura ,非虎属，28種
- 非洲蛙虎属 Afrogecko ，非洲叶趾虎属，2種
- 阿村壁虎属 Agamura ，尾虎属，3種
- 脫壁虎属 Ailuronyx ，刺虎属，3種
- 連指虎属 Alsophylax ，漠虎属，6種
- 蛙聲虎属 Aristelliger 9種
- 西亞葉趾虎属 Asaccus 19種
- 隆趾虎屬 Altiphylax ，阿尔弯脚虎属，5種
- 白指壁虎属 Blaesodactylus ，弯趾虎属，6種
- 博格壁虎属 Bogertia 1種
- 布里巴壁虎属 Briba ，巴西虎属，1種
- 布諾普壁虎属 Bunopus ，布诺虎属，3種
- Cadurcogekko Hoffstetter, 1946
  - Cadurcogekko piveteaui Hoffstetter, 1946
  - Cadurcogekko verus Bolet et al., 2015
- 金壁虎属 Calodactylodes ，丽趾虎属，2種
  - Calodactylodes aureus (Beddome, 1870)
  - Calodactylodes illingworthorum Deraniyagala, 1953
- 厚趾虎属 Chondrodactylus ，粒趾虎属，6種
- 比斯壁虎属 Christinus ，克里斯特叶趾虎属，3種[9]
- 東虎属 Cnemaspis 196種
- 始趾虎属 Coleodactylus Parker, 1926，5種
  - Coleodactylus brachystoma (Amaral, 1935)
  - Coleodactylus elizae Gonçalves, Torquato, Skuk & Araújo Sena, 2012
  - Coleodactylus meridionalis (Boulenger, 1888)
  - Coleodactylus natalensis Freire, 1999
  - Coleodactylus septentrionalis Vanzolini, 1980
  - Coleodactylus spec (Boulenger, 1888)
- 非洲無爪虎属 Colopus 2種
- 亞洲壁虎属 Cosymbotus 2種
- 路蘇虎属 Crossobamon Boettger, 1888，锯趾虎属，2種
  - Crossobamon eversmanni (Wiegmann, 1834)
  - Crossobamon orientalis (Blanford, 1876)
- 隱沼虎属 Cryptactites ，克里普叶趾虎属，1種[9]
  - Cryptactites peringueyi (Boulenger, 1910)
- 弓趾虎属 Cyrtodactylus ，320種
- 彎腳虎属 Cyrtopodion 24種
- †勇壁虎属 Cadurcogekko 2種
- 迪臣壁虎属 Dixonius ，迪克斯叶趾虎属，13種
- 德拉維壁虎属 Dravidogecko 7種
- 埃貝納壁虎属 Ebenavia ，显爪虎属，6種
- 歐樂壁虎属 Euleptes 3種
- 彈指虎属 Elasmodactylus ，艾拉肥趾虎属，2種
- 鱗虎屬 Geckolepis 5種
- 截趾虎属 Gehyra 67種
- 壁虎属 Gekko 85種
- 侏儒壁虎属 Goggia ，哥吉雅叶趾虎属，10種
- 性色虎属 Gonatodes 34種
- 裸趾虎属 Gymnodactylus 5種
- 龍血虎属 Haemodracon 2種
- 蜥虎属 Hemidactylus 179種
- 半葉趾虎属 Hemiphyllodactylus 53種
- 異刺壁虎属 Heteronotia ，异虎属，5種
- 標紋壁虎属 Homonota 14種
- 同型虎属 Homopholis ，同鳞虎属，4種
- 科萊卡壁虎属 Kolekanos 1種[9]
- 鱗眼虎属 Lepidoblepharis 21種
- 鱗趾虎属 Lepidodactylus 45種
- 狼壁虎属 Luperosaurus 9種
- 柳趾虎属 Lygodactylus 73種
- 拉基壁虎属 Lakigecko 1種
  - Lakigecko aaronbaueri Torki, 2020
- 馬托阿虎属 Matoatoa ，马妥阿叶趾虎属，2種[9]
  - Matoatoa brevipes (Mocquard, 1900)
  - Matoatoa spannringi Nussbaum, Raxworthy & Pronk, 1998
- 中趾虎屬 Mediodactylus ，米迪欧弓趾虎属，17種
- 小壁虎屬 Microgecko 8種
- 速動虎属 Nactus ，那珂弓趾虎属，35種
- 節日壁虎属 Narudasia ，毛鼻孔虎属，1種
- 厚指食蟲虎属 Pachydactylus ，肥趾虎属，57種
- 帕盖壁虎属 Paragehyra Angel, 1929，异截趾虎属，4種
- 馬島地虎属 Paroedura ，帕洛厄叶趾虎属，24種
- 熱帶壁虎属 Perochirus ，岛虎属，3種
- 派對壁虎属 Parsigecko 1種
- 日行守宮屬 Phelsuma ，残趾虎属，52種
- 美洲葉趾虎属 Phyllodactylus  65種
- 千葉虎属 Phyllopezus 6種
- 鋸尾壁虎属 Pristurus 26種
- 海灣短指虎属 Pseudoceramodactylus ，沙特虎属，1種
  - Pseudoceramodactylus khobarensis Haas, 1957
- 假偽虎属 Pseudogekko ，拟壁虎属，10種
- 南美爪趾虎属 Pseudogonatodes 7種
- 吠聲虎属 Ptenopus ，羽趾虎属，3種
- 傘虎属 Ptychozoon ，褶虎属，13種
- 扇指虎属 Ptyodactylus 12種
- 拉米格壁虎属 Ramigekko Heinicke, Daza, Greenbaum, Jackman & Bauer, 2014，1種[9]
  - Ramigekko swartbergensis (Haacke, 1996)
- 犀壁虎属 Rhinogekko 2種
- 日壁虎属 Rhoptropus ，杆趾虎属，9種
- 納馬誇壁虎属 Rhoptropella ，棒虎属，1種
- 短指虎属 Stenodactylus Fitzinger, 1826，10種
- 塔蘭多壁虎属 Tarentola 30種
- 蘿尾壁虎属 Thecadactylus Cuvier, 1820，3種
  - Thecadactylus oskrobapreinorum Köhler & Vesely, 2011
  - Thecadactylus rapicauda (Houttuyn, 1782)
  - Thecadactylus solimoensis Bergmann & Russell, 2007
- 細儒壁虎属 Tropiocolotes W.Peters, 1880，12種
  - Tropiocolotes algericus Loveridge, 1947
  - Tropiocolotes bisharicus Baha El Din, 2001
  - Tropiocolotes confusus Machado, Smíd, Mazuch, Sindaco, Shukaili & Carranza, 2018
  - Tropiocolotes hormozganensis Rounaghi, Rastegar-Pouyani & Hosseinian, 2018
  - Tropiocolotes nattereri Steindachner, 1901
  - Tropiocolotes naybandensis Krause, Ahmadzadeh, Moazeni, Wagner & Wilms, 2013
  - Tropiocolotes nubicus Baha El Din, 1999
  - Tropiocolotes scorteccii Cherchi & Spano, 1963
  - Tropiocolotes somalicus Parker, 1942
  - Tropiocolotes steudneri (Peters, 1869)
  - Tropiocolotes tripolitanus Peters, 1880
  - Tropiocolotes wolfgangboehmei Wilms, Shobrak & Wagner, 2010[10]
- 細趾虎屬 Tenuidactylus ，特纽弯脚虎属，8種
- 粗趾虎屬 Trachydactylus Haas & Battersby, 1959，2種
  - Trachydactylus hajarensis (Arnold, 1980)
  - Trachydactylus spatalurus (Anderson, 1901)
- 三角指虎屬 Trigonodactylus Haas, 1957，4種
  - Trigonodactylus arabicus Haas, 1957
  - Trigonodactylus persicus Nazarov, Melnikov, Radjabizadeh & Poyarkov, 2018
  - Trigonodactylus pulcher Anderson, 1896
  - Trigonodactylus sharqiyahensis (Metallinou & Carranza, 2013)
- 尾葉虎属 Urocotyledon ，乌罗叶趾虎属，5種
- 平尾虎屬 Uroplatus 21種

## 民俗傳說
- 在臺灣壁虎又稱「晨蟲」（臺灣話：sîn-thâng），過去有說法壁虎在濁水溪以北（一說大安溪[3]）不會再叫，濁水溪以南的壁虎會叫，但現今隨著交通運輸往來發達，北部的壁虎有的也會發出叫聲。另有傳說人若吃下壁虎交尾時滴下的精液，就會斃命。[11]有附會者將壁虎叫聲與明鄭國姓爺故事，合成民俗傳說：即鄭國姓打敗荷蘭軍後，不知荷蘭人是詐降，其實埋伏準備夜襲。然而荷軍的舉動被壁虎王看在眼裏，壁虎王不捨沈睡的鄭國姓死於此役，於是召集全臺壁虎，會聚臺南，但因時間緊急只召集到濁水溪以南的壁虎。最終在壁虎王指示下，壁虎們終於發出叫聲，喚醒鄭軍，方知荷蘭人有埋伏，於是掃平了荷蘭人，最後鄭國姓感念壁虎王在反清復明大業起了關鍵作用，遂封之為「鐵甲將軍」。[12]然而實際上是因臺灣北部的壁虎多屬無疣蝎虎，叫聲不明顯；而臺灣南部的壁虎則多屬疣尾蝎虎，叫聲宏亮。

- 據說日本皇太子裕仁巡視臺灣時，雖然大小官員對其寢所均做嚴密檢查，但因不敢使用殺蟲劑，所以半夜仍有壁虎爬到天花板鳴叫。裕仁是生物學研究者，聽到壁虎的叫聲後，即命侍從抓幾十頭強壯的壁虎置於透氣木箱子裡，準備帶回東京欣賞牠的叫聲。然而據老一輩說，壁虎越過濁水溪就不會再叫了，因此裕仁最後只帶一箱不會叫的壁虎回去日本。[13]

## 文化影響
- 德國汽車品牌奧迪推出「Quattro」智慧型恆時四輪傳動系統的智慧型動態控制系統，以壁虎作為形象商標。受此影响，起初中國大陸有一些没有配备「Quattro」的奥迪车的車主在其车上贴上壁虎标以满足虚荣心，到后来其他品牌汽车車主也开始在車背貼上壁虎标，另有说法称因为壁虎一词普通話諧音寓意「避禍」、「庇護」等，所以一部分车主为祈福会在车上贴壁虎标。
- 精靈寶可夢中有不少寶可夢與壁虎有相似的形象，例如妙蛙種子、小火龍、木守宮等。
- 香港香港警務處中警察高空工作隊標誌及吉祥物。